# Bulgarische Badmintonmeisterschaft 2018
Die Bulgarische Badmintonmeisterschaft 2018 fand vom 10. bis zum 13. Mai 2018 in Sofia statt.

## Medaillengewinner
| Disziplin    | Gold                           | Silber                         | Bronze                              |
| ------------ | ------------------------------ | ------------------------------ | ----------------------------------- |
| Herreneinzel | Daniel Nikolov                 | Peyo Boichinov                 | Philip Shishov                      |
| Herreneinzel | Daniel Nikolov                 | Peyo Boichinov                 | Stilijan Makarski                   |
| Dameneinzel  | Stefani Stoeva                 | Mariya Mitsova                 | Gabriela Stoeva                     |
| Dameneinzel  | Stefani Stoeva                 | Mariya Mitsova                 | Linda Zechiri                       |
| Herrendoppel | Ivan Rusev Dimitar Yanakiev    | Peyo Boichinov Ivan Panev      | Stilijan Makarski Vladimir Metodiev |
| Herrendoppel | Ivan Rusev Dimitar Yanakiev    | Peyo Boichinov Ivan Panev      | Martin Kolev Denis Marinov          |
| Damendoppel  | Gabriela Stoeva Stefani Stoeva | Maria Delcheva Mila Ivanova    | Paola Kirova Dobrinka Smilianova    |
| Damendoppel  | Gabriela Stoeva Stefani Stoeva | Maria Delcheva Mila Ivanova    | Maya Dobreva Christomira Popovska   |
| Mixed        | Alex Vlaar Mariya Mitsova      | Philip Shishov Gabriela Stoeva | Vladimir Shishkov Stefani Stoeva    |
| Mixed        | Alex Vlaar Mariya Mitsova      | Philip Shishov Gabriela Stoeva | Yulian Hristov Maya Dobreva         |